# Benno Besson
René-Benjamin "Benno" Besson, född 4 november 1922 i Yverdon-les-Bains i kantonen Vaud i Schweiz, död 23 februari 2006 i Berlin, var en schweizisk-tysk teaterregissör och skådespelare.

## Biografi
1942-1947 studerade Benno Besson romanska språk och engelska vid Universität Zürich. Från 1943 arbetade han också som regiassistent vid Schauspielhaus Zürich. 1946 bildade han tillsammans med vänner ett resande teatersällskap som uppträdde i den franska ockupationszonen i Tyskland. Bland annat spelade man Bertolt Brechts Regeln och undantaget (Die Ausnahme und die Regel). Han träffade Brecht i samband med att denne befann sig i Zürich efter att han återvänt till Europa från landsflykten i USA. 1949 blev Besson inbjuden av Brecht till Berliner Ensemble där han först verkade som regiassistent och skådespelare. 1952 debuterade han som regissör med Molières Don Juan. Efter Brechts död 1956 kunde hans hustru Helene Weigel inte förlika sig med Bessons oortodoxa uttolkning av mästarens teaterestetik och 1958 lämnade Besson Berliner Ensemble för att frilansa i Öst- och Västtyskland. 1962 utnämndes han till chef för Deutsches Theater i Östberlin. På grund av Berliner Ensembles monopol på Brecht i Östtyskland kunde Besson inte göra några Brecht-uppsättningar utan vände sig till klassikerna. Redan Der Frieden (Freden) av Aristofanes 1962 blev en succé, den uppmärksammades stort för att dixiejazz användes som teatermusik och för sitt fina ensemblespel. Hans uppsättning av "Der Drache" (Draken) av Jevgenij Sjvarts 1965 utnämndes av den prestigefulla västtyska tidskriften Theater heute till årets föreställning och turnerade i Europa och Asien. Den spelades över 600 gånger, även långt efter att Besson lämnat teatern. 1969- 1974 var Besson konstnärlig ledare och 1974-1977 chef för den från början försummade Volksbühne, också i Östberlin. Besson lyfte teatern till ett europeiskt kulturcentrum och gav utrymme åt ett flertal unga lovande regissörer. Han samarbetade i flera uppsättningar med Heiner Müller. 1977 hade han tröttnat på DDR:s kulturbyråkrati och frilansade istället på ledande teatrar i Schweiz, Frankrike, Västtyskland och Österrike, sammanlagt verkade han i åtta länder. 1982-1989 var han chef för La Comédie i Genève.
1981 gästregisserade Benno Besson Bertolt Brechts Heliga Johanna från slakthusen i översättning av Per Erik Wahlund på Kungliga Dramatiska Teatern. 1979 gjorde Benno Besson en mycket omtalad version av William Shakespeares Hamlet på Lilla Teatern i Helsingfors med Asko Sarkola i huvudrollen. 1985 gjordes en ny version, denna gång på finska. I dessa tre föreställningar arbetade Benno Besson med speciella tygmasker som förstärkte skådespelarnas kroppsspråk och intensifierade ensemblespelet.